# Ільма (заказник)
І́льма — лісовий заказник місцевого значення в Україні. Об'єкт природно-заповідного фонду Івано-Франківської області.
Розташований у межах Калуського району Івано-Франківської області, на південь від села Шевченкове.
Площа 3294 га. Статус надано згідно з рішенням облвиконкому від 18.10.1984 року. Перебуває у віданні ДП «Вигодський держлісгосп» (Ільмянське л-во, кв. 1—23).
Статус надано для збереження лісового масиву в Українських Карпатах (гірський масив Ґорґани), в басейні річки Ільма (притока Свічі). Зростають породи, важливі для селекції лісових культур: в'яз гірський, явір, ясен, а також лікарські рослини — тирлич крапчастий, арніка гірська (занесені до Червоної книги України).